# Anguilla mossambica
Anguilla mossambica е вид лъчеперка от семейство Anguillidae.

## Разпространение
Видът е разпространен в Зимбабве, Кения, Коморски острови, Мавриций, Мадагаскар, Майот, Мозамбик, Реюнион, Свазиленд, Сейшели, Танзания и Южна Африка.